# Shahdad
Shahdad o Shahdād, già Khabīs, (farsi شهداد) è una città  oasi  dello shahrestān di Manujan, circoscrizione di Nowdezh, nella provincia di Kerman. Aveva, nel 2006, una popolazione di 4.097 abitanti. 
Le misteriose formazioni chiamate yardang o kalout che rendono il deserto di Lut estremamente importante in quanto patrimonio naturale mondiale dell'UNESCO sono individuate in questa zona.